# Rube Goldberg
Reuben Garrett Lucius Goldberg (født 4. juli 1883, død 7. december 1970), bedst kendt som Rube Goldberg, var en amerikansk tegneserietegner, skulptør, forfatter, ingeniør og opfinder.
Goldberg er bedst kendt for sine populære tegneserier, der viser komplicerede maskiner, er udfører simple opgaver på indirekte og indviklede måder. Disse tegnerserie ledte til udtrykket "Rube Goldberg-maskine", som beskriver lignende maskiner og processer.
Goldberg modtog mange priser i løbet af sin karriere, inklusive en Pulitzer Prize for politiske tegninger i 1948, National Cartoonists Societys Gold T-Square Award i 1955, og Banshees' Silver Lady Award i 1959.
Han var et af de grundlæggende medlemmer og den første præsident af National Cartoonists Society og har lagt navn til Reuben Award, som organisationen tildeler til Cartoonist of the Year. Han er inspiration til internationale konkurrencer kaldet Rube Goldberg Machine Contests, der udfordrer deltagerne til at fremstillet komplicerede maskiner til at udføre simple opgaver.